# Serie A2 1979-1980 (pallacanestro maschile)
Il campionato di Serie A2 di pallacanestro maschile 1979-1980 ha visto al via 14 squadre.

## Risultati
| Risultati              | CAG     | RMV     | VEN     | FAB     | TRI   | CAS    | TRE   | VIG   | BOL     | UDI     | GOR     | POR    | CHI     | RIM     |
| ---------------------- | ------- | ------- | ------- | ------- | ----- | ------ | ----- | ----- | ------- | ------- | ------- | ------ | ------- | ------- |
| Acentro Cagliari       |         | 107-102 | 83-116  | 90-97   | 95-97 | 67-92  | 79-89 | 84-98 | 92-116  | 98-86   | 103-112 | 88-81  | 105-112 | 111-134 |
| Banco Roma             | 124-96  |         | 83-86   | 95-78   | 98-79 | 93-82  | 79-77 | 89-87 | 80-85   | 88-87   | 117-88  | 92-81  | 95-92   | 92-87   |
| Canon Venezia          | 137-112 | 93-97   |         | 97-77   | 86-77 | 104-89 | 74-71 | 85-82 | 88-96   | 91-89   | 109-97  | 101-87 | 80-85   | 108-107 |
| Honky Wear Fabriano    | 82-83   | 81-85   | 75-69   |         | 75-73 | 91-69  | 64-72 | 72-86 | 78-81   | 75-71   | 102-82  | 96-98  | 88-83   | 87-84   |
| Hurlingham Trieste     | 106-77  | 80-74   | 99-80   | 59-52   |       | 97-71  | 61-66 | 87-77 | 85-79   | 77-76   | 80-82   | 104-82 | 94-88   | 95-79   |
| Il Diario              | 102-78  | 79-80   | 79-101  | 69-61   | 64-83 |        | 63-60 | 65-68 | 83-73   | 62-75   | 77-88   | 61-68  | 70-68   | 81-79   |
| Liberti Treviso        | 103-67  | 69-61   | 73-81   | 72-62   | 80-82 | 102-72 |       | 86-74 | 89-82   | 77-63   | 88-97   | 88-75  | 80-74   | 90-85   |
| Mecap Vigevano         | 107-89  | 82-91   | 104-94  | 77-79   | 74-82 | 100-86 | 65-68 |       | 79-84   | 79-78   | 105-107 | 77-76  | 80-78   | 92-88   |
| Mercury Bologna        | 103-76  | 96-94   | 103-98  | 84-80   | 85-84 | 86-58  | 69-67 | 99-85 |         | 77-83   | 86-81   | 100-93 | 78-68   | 98-82   |
| Mobiam Udine           | 121-109 | 82-89   | 80-91   | 90-77   | 80-70 | 106-88 | 77-68 | 90-70 | 103-100 |         | 79-85   | 93-80  | 66-68   | 104-89  |
| Pagnossin Gorizia      | 132-102 | 106-101 | 97-109  | 114-103 | 93-78 | 106-90 | 99-97 | 89-94 | 78-72   | 109-79  |         | 81-82  | 102-92  | 93-78   |
| Postalmobili Pordenone | 94-79   | 76-94   | 89-75   | 81-82   | 75-82 | 90-75  | 82-84 | 94-91 | 71-73   | 83-80   | 84-85   |        | 67-75   | 100-105 |
| Rodrigo Chieti         | 117-85  | 91-69   | 96-101  | 70-72   | 74-76 | 68-58  | 89-71 | 92-79 | 89-92   | 86-68   | 88-92   | 75-78  |         | 93-87   |
| Sarila Rimini          | 105-99  | 105-106 | 108-105 | 88-81   | 68-69 | 99-78  | 89-83 | 76-79 | 97-91   | 103-102 | 112-98  | 85-82  | 82-86   |         |

## Classifica
|  |     | Classifica 1979-1980   | Pt | G  | V  | P  | PtF  | PtS  |
|  | --- | ---------------------- | -- | -- | -- | -- | ---- | ---- |
|  | 1.  | Pagnossin Gorizia      | 36 | 26 | 18 | 8  | 2493 | 2407 |
|  | 2.  | Mercury Bologna        | 36 | 26 | 18 | 8  | 2288 | 2171 |
|  | 3.  | Banco Roma             | 36 | 26 | 18 | 8  | 2368 | 2252 |
|  | 4.  | Hurlingham Trieste     | 36 | 26 | 18 | 8  | 2156 | 2030 |
|  | 5.  | Canon Venezia          | 34 | 26 | 17 | 9  | 2459 | 2335 |
|  | 6.  | Liberti Treviso        | 30 | 26 | 15 | 11 | 2070 | 1965 |
|  | 7.  | Rodrigo Chieti         | 24 | 26 | 12 | 14 | 2197 | 2115 |
|  | 8.  | Mecap Vigevano         | 24 | 26 | 12 | 14 | 2191 | 2208 |
|  | 9.  | Mobiam Udine           | 22 | 26 | 11 | 15 | 2208 | 2189 |
|  | 10. | Sarila Rimini          | 22 | 26 | 11 | 15 | 2401 | 2403 |
|  | 11. | Honky Wear Fabriano    | 22 | 26 | 11 | 15 | 2067 | 2122 |
|  | 12. | Postalmobili Pordenone | 20 | 26 | 10 | 16 | 2159 | 2221 |
|  | 13. | Il Diario Caserta      | 14 | 26 | 7  | 19 | 1963 | 2191 |
|  | 14. | Acentro Cagliari       | 8  | 26 | 4  | 22 | 2354 | 2765 |

## Play off
Pagnossin Gorizia e Mercury Bologna hanno preso parte ai play-off scudetto di Serie A1, venendo eliminate ali ottavi di finale a partita unica.

## Verdetti
- Promossa in serie A1:  - Pagnossin Gorizia.
Formazione: Non Toppano, Roscoe Pondexter, Alberto Ardessi, Roberto Premier, Moreno Sfiligoi, Davide Turel, Livio Valentinsig, Claudio Antonucci, Marco Campestrini, Paolo Friz, Rino Puntin, John Laing. Allenatore: Jim McGregor
- Promossa in serie A1:  - Mercury Bologna.
Formazione: Marcel Starks, Dante Anconetani, Andrea Balugani, Maurizio Ferro, Walter Magnifico, Vincenzo Tardini, Franco Arrigoni, Fabrizio Bertolini, Alberto Corradi, Marco Santucci, Charles Jordan. Allenatore: John McMillen
- Promossa in serie A1:  - Banco Roma.
Formazione: Giovanni Papitto, Phil Hicks, Massimo Bini, Roberto Castellano, Luigi Santoro, Maurizio Tomassi, Giampiero Torda, Graziano Malachin, Claudio Cornolò, Mario Massacci, Marco Spizzichini, Mike Davis. Allenatore: Nello Paratore
- Promossa in serie A1:  - Hurlingham Trieste.
Formazione: Fabio Floridan, Rich Laurel, Giulio Dordei, Roberto Ritossa, Alberto Tonut, Gino Meneghel, Claudio Scolini, Doriano Iacuzzo, Mauro Pieri, Angelo Baiguera, James Bradley. Allenatore: Gianfranco Lombardi